# Jakub Sobieski
Jakub Sobieski de Janina (pl), né le 5 mai 1591 à Jovkva, et mort dans la même ville le 23 juin 1646 est un noble polonais qui a cumulé les fonctions de castellan de Cracovie (pl) à partir de 1646, gouverneur de Ruthénie (ru) de 1641 à 1646, de Bełz (pl) de 1638 à 1641, chambellan de la Couronne de 1636 à 1638, propriétaire foncier de la Couronne de 1628 à 1636, préfet de Szczurowiec en 1646, staroste de Krechow en 1641, de Yavorov de 1633 à 1639, de Trembowel en 1624, de Krasnostaw de 1624 à 1644, courtisan royal en 1624, président du Sejm (pl) de Varsovie en 1623 et 1626, maréchal de la Diète électorale à Varsovie en 1632, magnat polonais (pl), député, diariste, activiste politique, commandant militaire.
Il est le père de Jean III Sobieski, roi de Pologne.
Il est le fils du castellan et voïvode Marek Sobieski et de Jadwiga Snopkowska. Il se marie deux fois : à Marianna Wiśniowiecka (pl), avec laquelle il a deux filles mortes en bas âge, puis à Teofila Zofia Sobieska (pl). Ils ont ensemble sept enfants, dont trois seulement atteignent l'âge adulte.

## Biographie

### Montée en puissance
Jeune homme, il fait le tour de l'Europe. En 1611, il est à Lyon. L'année précédente, le 14 mai 1610, il est témoin de l'assassinat du roi de France Henri IV, et le peuple parisien l'accuse d'être complice de l'assassin du monarque. À son retour en Pologne, sa position s'accroît considérablement, et il devient membre de la Diète extraordinaire de 1613 de la voïvodie de Lublin. Il est courtisan royal à partir de 1617, grand propriétaire de la Couronne (pl) à partir de 1628, grand chambellan (pl) à partir de 1636, voïvode de Bełz (pl) à partir de 1638, de Ruthénie (ru) à partir de 1641, castellan de Cracovie à partir de 1646. Il est également staroste des villes de Trembowla, Krasnystaw, Jaworów, Stryj, Kałusz, Bar, Tuchola et Gniew. Les starosties qu'il occupe lui apportent des revenus considérables, ce qui améliore grandement la position de la famille Sobieski.
Pendant la guerre polono-turque (1620-1621), il est nommé commissaire de la Diète auprès de l'hetman Jan Karol Chodkiewicz.
Élu député à sept sejms entre 1623 et 1632, il est membre de la Diète de 1625, de 1627 et de 1628 de la voïvodie de Ruthénie. En tant que président de la Diète (pl), il préside la Diète à Varsovie du 24 janvier au 5 mars 1623 et du 27 janvier au 10 mars 1626, ainsi que la Diète extraordinaire de Varsovie du 27 juin au 18 juillet 1628 et la Diète électorale de Varsovie, qui dure du 24 septembre au 15 novembre 1632. Il est membre de la Diète de Varsovie de 1626 pour la voïvodie de Ruthénie. En tant que président de la Diète de 1626, il accueille Sigismond III par une oraison traditionnelle dans laquelle, rendant hommage aux mérites du roi, il plaide pour la supériorité de l'élection libre et des libertés de la noblesse sur le pouvoir de la force et le despotisme : « Notre République a fait honte à cet égard aux nations auxquelles commandent les monarques héréditaires », déclare-t-il. Membre de la voïvodie de Ruthénie à la Diète ordinaire et extraordinaire de 1629, il est membre de la terre de Chełm (pl) à la Diète de 1631. Il est membre de la confédération générale établie le 16 juillet 1632. Il est également membre de la Diète de convocation de 1632 de la province de Ruthénie.
Il est électeur de Ladislas IV Vasa de la voïvodie de Ruthénie en 1632, et a signé son pacta conventa.
En tant que membre du Sejm du couronnement de 1633, il fait partie de la commission chargée de la guerre contre la Moscovie et de l'organisation de l'armée. Il est membre du Sejm extraordinaire (pl) de 1634 et 1635, ainsi que du Sejm de 1635 (pl) et 1638.
Il est président des Sejmiks de la voïvodie de Ruthénie en : 1624, 1625, 1627, 1628, 1632.
En 1643, il est nommé sénateur résident (pl).
Après son mariage avec Zofią Daniłowiczówną (pl), sa richesse s'accroît, car cette dernière apporte l'héritage de la famille Żółkiewski (pl) et une partie du domaine de la famille Danilowicz (pl).

### Expéditions militaires
Jakub est relativement prudent dans les conseils qu'il prodiguent au roi, et est pour cela une personne respectée. Membre de nombreuses commissions, il joue souvent le rôle de médiateur. En politique, il soutient le plus souvent les projets du roi, mais défend toujours les droits de la noblesse et la tolérance religieuse.
Il participe à l'expédition du roi Ladislas à Moscou en 1617, durant laquelle il est blessé lors de l'assaut de la ville. Il participe ensuite à l'expédition de Chocim en 1621. Au cours des années suivantes, il participe à presque toutes les guerres de la République des Deux-Nations, combattant les Russes, les Turcs, les Tatars, les Suédois et les Cosaques.
Sobieski fait ses études à Cracovie et Paris. Il a probablement reçu son éducation initiale chez ses parents ; sa formation a ensuite été dirigée par le poète Szymon Szymonowic, et c'est probablement à son initiative que Sobieski est devenu étudiant à l'Académie de Zamojska à partir de 1604. Cependant, dès novembre 1605, il fait son retour à Zamość, où il reste jusqu'à la fin de l'année 1606. Il part au printemps 1607 à Paris, où il reste quatre ans. Pendant les deux premières années, il est - à la suite de la recommandation de Szymonowic - l'élève privé de l'humaniste et philologue I. Casaubon ; les deux années suivantes, il étudie au Collège royal, notamment auprès de Morel et Crithon. Il s'adonne à la lecture d'auteurs anciens et modernes, de poètes, de juristes et d'historiens.
L'apprentissage des langues étrangères (français, italien et espagnol) et la connaissance de la culture et des coutumes françaises constituent une part importante de son éducation. Il a une vie sociale active en France, fréquente la cour royale, est reçu par Henri IV, assiste à son assassinat, à ses funérailles, et au couronnement du nouveau roi Louis XIII. De Paris, il fait des excursions à la campagne et séjourne en Angleterre, aux Pays-Bas et en Allemagne. En février 1611, il entreprend un long voyage en Espagne, au Portugal, dans le sud de la France, en Savoie, en Italie (il passe l'hiver et le printemps 1612 à Rome) et en Autriche. Au cours de ses voyages, il est reçu par le roi Jacques Ier Stuart d'Angleterre, le gouverneur des Pays-Bas Maurice d'Orange, le roi Philippe III d'Espagne, le pape Paul V et l'empereur Matthias Ier, et rencontre de nombreux savants et aristocrates. Sobieski a tenu un journal de ses voyages, dans lequel il a noté les événements, les descriptions des lieux visités et ses impressions.
C'est un orateur et un parlementaire réputé. Participant aux expéditions militaires contre la Russie en 1617-1618 (les Dimitriades), il est membre du conseil de guerre du roi Ladislas IV. Il participe aux négociations avec la Russie à Déoulino en 1618 et y signe une trêve le 11 décembre 1618. Il participe à l'expédition de Chocim contre l'Empire ottoman en 1621 et à l'expédition contre Abazem Pacha en 1633. Il négocie également avec la Suède la trêve de Stuhmsdorf en 1635.

### Décès
À la fin de sa vie, en 1646, il est nommé à la plus haute fonction sénatoriale de la République, la châtellenie de Cracovie (pl). Cependant, il décède peu après. Sa mort à Zhovka d'une crise cardiaque le 13 juin 1646 a été précédée d'un conflit avec Ladislas IV au sujet du projet de guerre contre l'Empire ottoman.
Le 10 août, à Paris, ses fils Jean et Marc apprennent la nouvelle de la mort de leur père, et une messe de funérailles est célébrée par le légat du pape en personne, en présence de nombreuses personnalités françaises. Selon ses fils, il s'agissait non seulement d'un acte de courtoisie, mais aussi d'un signe de la position et du prestige dont il jouissait. Selon un biographe anglais du XVIIe siècle, il s'agissait d'un « personnage éminent tant pour son habileté dans les affaires de l'État que pour son courage et son habileté à commander sur le champ de bataille ».

## Œuvres
L'héritage écrit de Jakub Sobieski est assez vaste. Il comprend des discours, des journaux d'expéditions militaires (l'expédition de Chocim, l'expédition de Moscou, les négociations avec la Suède en 1629) et les instructions de Sobieski pour ses fils, qu'il a envoyés étudier à Cracovie en 1639 et en France en 1645. Ces dernières reflètent parfaitement le programme d'éducation des enfants de magnats de l'époque. Après l'expédition de Chocim en 1621, il écrit Commentariorum chotinensis belli libri tres (Journal de la guerre de Chocim), qu'il publie en 1646 à Gdańsk. Cet ouvrage est utilisé par Waclaw Potocki pour écrire le poème La Guerre de Chocim. Il est l'auteur d'une instruction écrite pour les voyages de son fils à Cracovie (1640) et en France (1645), qui contient les principes de la meilleure éducation.
Jakub Sobieski est également l'auteur de l'ouvrage Journal de la Diète du couronnement à Cracovie en 1633, publié en 2008 par la maison d'édition de l'université d'Opole sous la direction de Włodzimierz Kaczorowski.
L'instruction qu'il a rédigée en 1640 à l'intention de Pavel Orchowski, le tuteur de ses fils lors de leur voyage d'études à Cracovie, est également devenue un chef-d'œuvre. Jakub Sobieski y explique pourquoi il faut acquérir des connaissances et quels domaines d'étude il faut approfondir. Il énumère également les langues et les compétences à enseigner et la manière dont ses fils doivent les acquérir, ainsi que des instructions sur le maintien de l'hygiène personnelle, la pratique de la piété et la détente pendant les loisirs.
Jakub Sobieski recommande à ses fils d'acquérir une connaissance approfondie du latin et de l'allemand. Il recommande également d'apprendre le français, l'italien et de commencer à apprendre le turc. Outre l'apprentissage du vocabulaire et des règles de grammaire, il ordonne également la conversation en langues étrangères, expliquant qu'« aucune langue ne s'apprend par le silence ». La quintessence de l'instruction se trouve dans son septième point : « Sots anciens nobles dans aucune des excellences de leur patrie. L'érudition orne l'homme partout, à la guerre, à la cour et à la maison, et dans la République, on voit que les gens s'intéressent plus à un laquais érudit et maigrichon qu'à un grand seigneur et à un bouffon, que l'on montre donc du doigt ».
L'enseignement est considéré comme l'expression de l'idéal éducatif auquel Jakub Sobieski adhère. Il s'oppose aux tendances sarmatistes contemporaines en matière d'éducation et se réfère aux meilleurs modèles de la Renaissance, ce qui donne de Sobieski l'image d'un homme extrêmement éclairé, en avance sur la plupart des nobles dans ce domaine. L'ouvrage Deux voyages entrepris dans les pays européens dans les années 1607-1613 et 1638 est intéressant pour ses observations et comparaisons précises.
Le voyage de Sobieski à Paris au printemps 1607 avait un but éducatif. Sur la recommandation de Szymon Szymonowic, il devient pendant deux ans l'élève de l'humaniste et philologue Isaac Casaubon. Les deux années suivantes, il étudie au Collège royal sous la direction de F. Morel et de G. Crithon. Il y lit les œuvres d'auteurs anciens et modernes, de poètes, de juristes et d'historiens. Il étudie également les langues étrangères (français, italien et espagnol). Son séjour de quatre ans à Paris l'initie également à la culture et aux coutumes françaises, ce qui se traduit par une vie sociale exubérante à la cour royale. Sobieski assiste à l'assassinat du roi Henri IV, à ses funérailles et au couronnement du nouveau souverain Louis XIII. Depuis Paris, il entreprend également des visites en France. Il se rend également aux Pays-Bas, où il est reçu par le gouverneur Maurice d'Orange. Lors de son séjour en Angleterre, il est à son tour reçu par Jacques Ier Stuart.
En février 1611, il se rend en Espagne et au Portugal, où il rencontre le roi Philippe III. Il visite ensuite le sud de la France et l'Italie, où il est reçu à Rome par Paul V. La dernière étape de son séjour européen est Vienne, où il est reçu par l'empereur Matthias. La première édition inexacte de l'œuvre de Jakub Sobieski a été publiée par Edward Raczyński en 1833. Des parties du journal ont été publiées deux fois par Alexander Krasushar sur la base d'une édition antérieure concernant les années 1613 et 1638. La dernière édition, et en même temps la plus correcte, est celle de la Bibliothèque nationale par le professeur Józef Długosz. Cette source a également connu deux traductions. Toutes deux ont été réalisées sur la base de la première édition d'Edward Raczyński. La première, en français, a été réalisée par Leonard Chodźko. La seconde, des fragments traduits en espagnol, a été réalisée par Feliks Różański. Elle a été réimprimée plus tard dans un recueil de récits sur les pays de la péninsule ibérique aux XVIe siècle et XVIIe siècle.

## Descendance
- Marek (en), staroste de Krasnostaw,
- Jean, maréchal (pl), hetman et roi de Pologne,
- Katarzyna, épouse de Władysław Dominik Zasławski puis Michel Casimir Radziwiłł,
- Anna (pl), religieuse,
- deux Stanislas, Sophie, et deux filles dont le nom est inconnu sont décédées dans l'enfance.

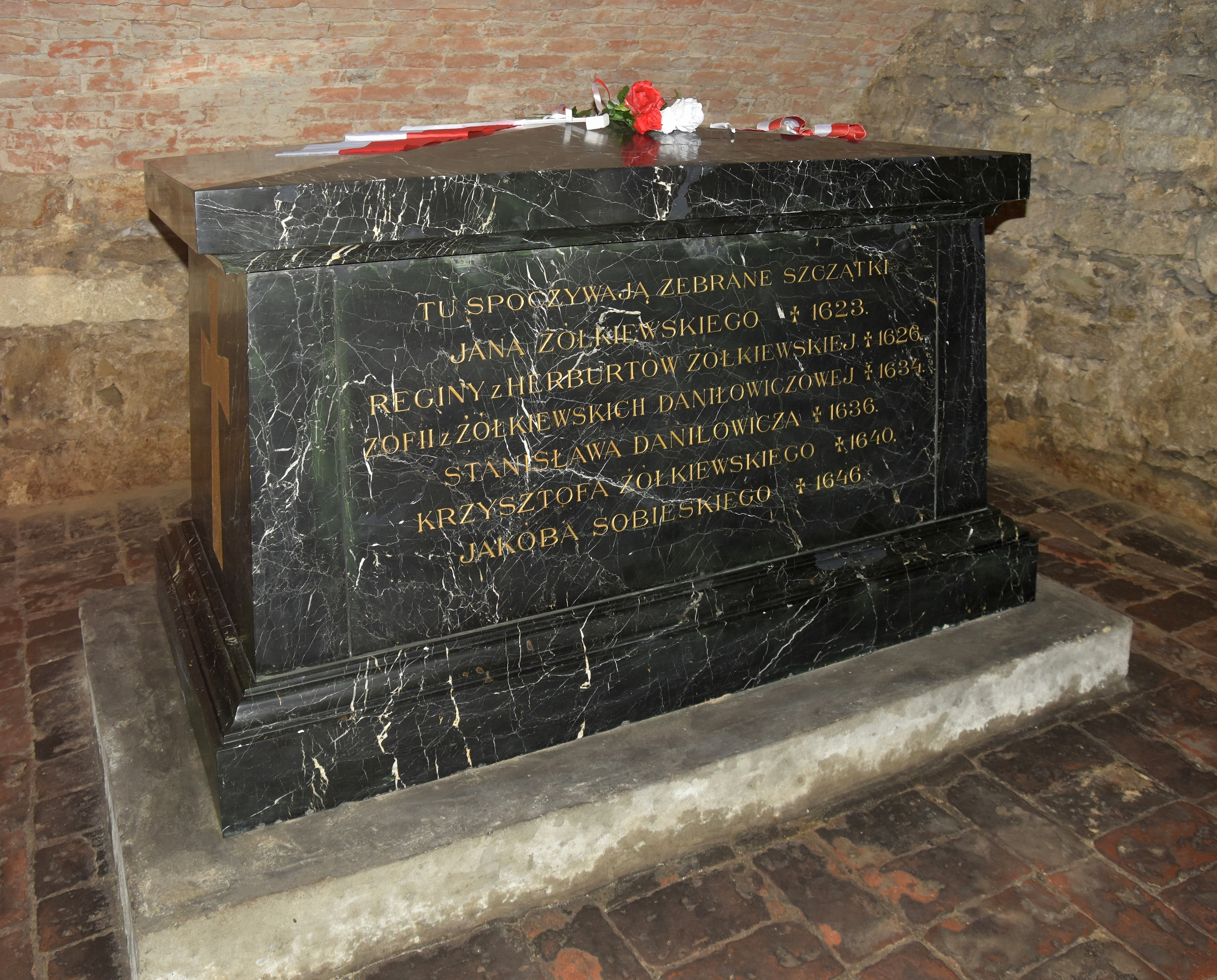
Sarcophage dans la crypte de l'église collégiale Saint-Laurent à Zhovkva

## Bibliographie

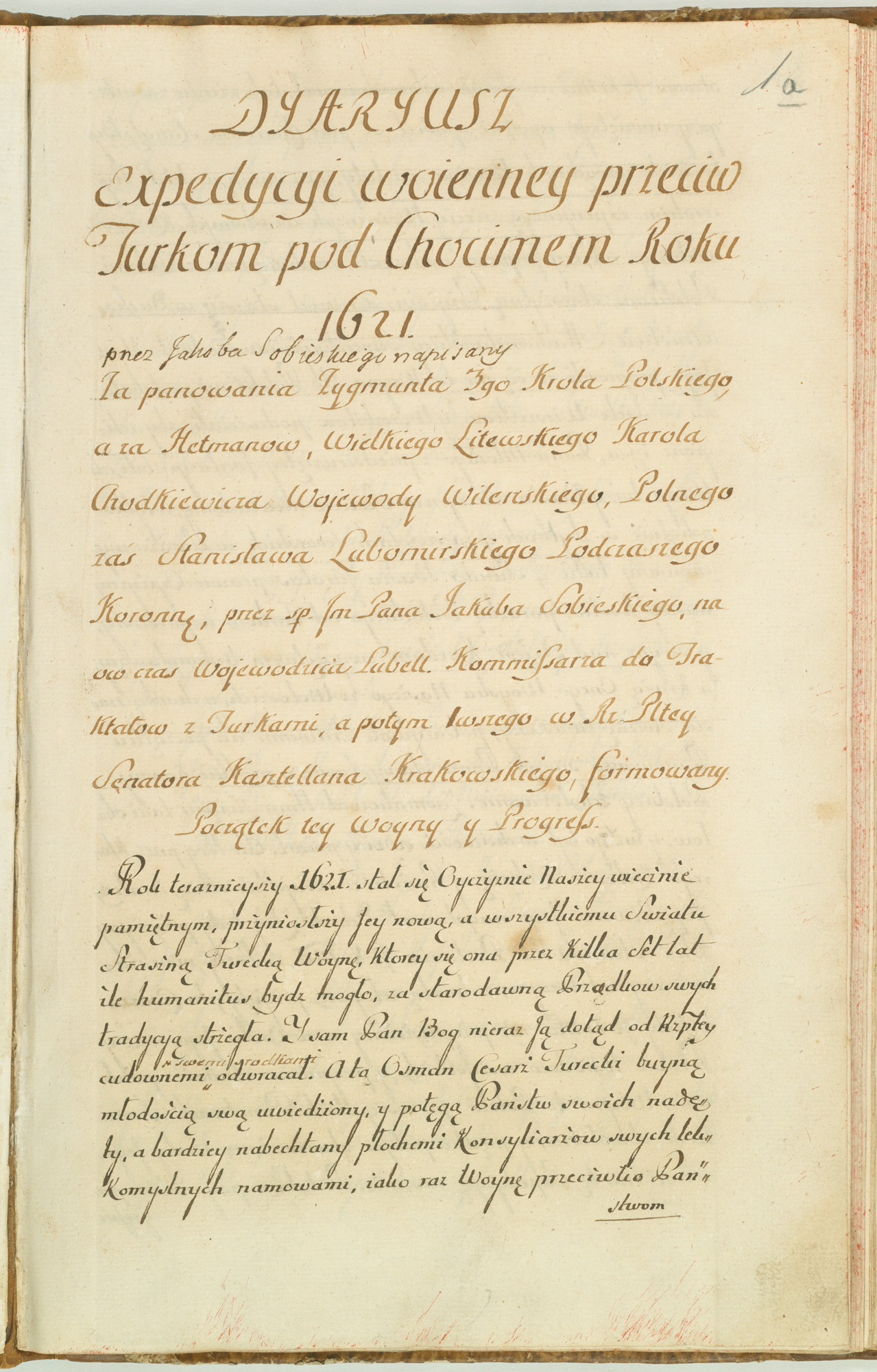
Première page d'une copie manuscrite du XVIIIe siècle du Journal de l'expédition de guerre contre les Turcs à Chocim en l'an 1621 de Jakub Sobieski. Lieu de conservation : AGAD, Varsovie

### Éditions et traductions des œuvres de Jakub Sobieski
- J. Sobieski, Mowy pogrzebowe, wyd. M. Barłowska, M. Ciszewska, Wydawnictwo Instytutu Badań Literackich PAN, Warszawa 2019, s. 623 (seria: Biblioteka Pisarzy Staropolskich, t. 45).
- J. Sobieski, Diariusz sejmu koronacyjnego w Krakowie w 1633 roku, oprac. W. Kaczorowski i inni, Opole 2008.
- Dwie podróże Jakuba Sobieskiego, ojca króla Jana III, odbyte po krajach europejskich w latach 1607–1613 i 1638, wyd. E. Raczyński, Poznań 1833.
- Resztki rękopisu J. Sobieskiego, ojca króla Jana III, obejmującego podróże odbyte w latach 1613 i 1638, wyd. A. Kraushar, Warszawa 1903.
- Jakub Sobieski, Peregrynacja po Europie (1607-1613). Droga do Baden (1638), oprac. J. Długosz, Wrocław 1991.
- J. Sobieski, Journal d’un voyage fait en Allemagne et en France au commencement du XVII siecle, [w:] La Pologne historique, literaire, monumentale et illustree, Paris 1846.
- Viajes de extranjeros por Espana y Portugal en los singlos XV, XVI y XVII. Colection de Javier Liske, traducios del original y anotados posr Geliks Różański, Madrid 1879, s. 233–267.
- Viajes de extranjeros por Espana y Portugal, recoplicon, traducion, prolog y notas por. J. Garcia – Mercedal, Madrid 1959, t. 2, 323-334.

### Études (par auteur)
- Z. Anusik [rec.] – Jakub Sobieski, Peregrynacja po Europie (1607-1613). Droga do Baden (1638), oprac. J. Długosz, Wrocław 1991- „Przegląd Historyczny” 83 (1992), s. 761–773.
- H. Barycz, Podróże polskie do Neapolu w wiekach XV – XVIII, [w:] „Przegląd Współczesny” (1938), t. 67, s. 20–45.
- S. Ciesielska-Borowska, Podróże Polski do Hiszpanii i Portugalii w wieku XVII, „Sprawozdania Polskiej Akademii Umiejętności” 1952, nr 7/10, s. 4 57-461.
- W. Czapliński, Władysław i jego czasy, wyd. 2 Warszawa 1976.
- J. Dackiewicz, Sobiescy w zamkach nad Loarą, Lublin 1974.
- J. Długosz, Jakub Sobieski 1590-1646. Parlamentarzysta, polityk i pamiętnikarz, Warszawa 1989.
- J. Długosz, Sobieski Jakub, [w:] Polski Słownik Biograficzny, t. 39, Warszawa 2002, s. 483–490.
- J. Długosz, Wstęp, [w:] Jakub Sobieski, Peregrynacja po Europie (1607-1613). Droga do Baden (1638), oprac. J. Długosz, Wrocław 1991, s. 5–40.
- J. Dużyk [rec.] – Jakub Sobieski, Peregrynacja po Europie (1607-1613). Droga do Baden (1638), oprac. J. Długosz, Wrocław 1991 – „Ruch Literacki” (1992), z. 5 s. 582–583.
- H. Dziechcińska [rec.] – Jakub Sobieski, Peregrynacja po Europie (1607-1613). Droga do Baden (1638), oprac. J. Długosz, Wrocław 1991 – „Odrodzenie i Reformacja w Polsce” 37 (1993), s. 134–136.
- H. Dziechcińska, Les deux relations que fit Jacques Sobieski de ses voyages en Europe, sut lefond des ecrits de voayge de son epoque, [w:] Fillogia e letterarua nei paesi slavi. Studi in onore di Santi Graciotti, Roma 1969, s. 161–170.
- H. Dziechcińska, O staropolskich dziennikach podróży, Warszawa 1991.
- Europa świat w początkach epoki nowożytnej, cz. 1: Społeczeństwo, kultura, ekspansja, pod red. A. Mączaka, Warszawa 1991.
- S.J. Gąsiorowski, Badania polskie nad sztuką starożytną. Relacje podróżników – kolekcjonerstwo – badania naukowe, Kraków 1948.
- E.J. Głębicka [rec.] – H. Dziechcińska, O staropolskich dziennikach podróży, Warszawa 1991 – „Odrodzenie i Reformacja w Polsce” 37 (1993), s. 132–134.
- J. Kallenbach, Czasy i ludzie, Warszawa 1905.
- A. Kaushar, Wstęp, [w:] Resztki rękopisu J. Sobieskiego, ojca króla Jana III, obejmującego podróże odbyte w latach 1613 i 1638, wyd. A. Kraushar, Warszawa 1903.
- T. Korzon [rec.] – Resztki rękopisu J. Sobieskiego, ojca króla Jana III, obejmującego podróże odbyte w latach 1613 i 1638, wyd. A. Kraushar, Warszawa 1903, – „Kwartalnik Historyczny” (1903), s. 655–656.
- L. Kubala, Droga króla Władysława IV do Baden i kongres w Niklosburgu opisany przez Jakuba Sobieskiego, [w:] „Przewodnik Naukowy i Literacki” (1878), s. 49–78.
- K. Krupiński, Przodkowie Jana III Sobieskiego, [w:] „Mówią Wieki” 18 (1976), s. 14–16.
- M. Lepecki, Pan Jakobus Sobieski, Warszawa 1970.
- G. Makowiecka, Po drogach polsko – hiszpańskich, Kraków 1984.
- A. Mączak, Odkrywanie Europy. Podróże w czasach renesansu i baroku, Gdańsk 1998.
- A. Mączak, Peregrynacje, wojaże i turystyka, Warszawa 1984.
- A. Mączak, Rządzący i rządzeni. Władza i społeczeństwo w Europie wczesno-nowożytnej, Warszawa 1986.
- A. Mączak, Życie codzienne w podróżach po Europie w XVI i XVII wieku, Warszawa 1978, wyd. 2 popr. Warszawa 1980.
- R. Mielnicki, Poglądy polityczne w dziejopisarstwie polskim XVII wieku, [w:] „Przegląd Historyczny” (1913), s. 35–66, 164–186, 257–293.
- E. Opaliński [rec.] – Jakub Sobieski, Peregrynacja po Europie (1607-1613). Droga do Baden (1638), oprac. J. Długosz, Wrocław 1991- „Acta Poloniae Historica” 66 (1992), s. 199–200.
- L. Podhorodecki, Sobiescy herbu Janina, wyd.2 Warszawa 1984.
- Z. Pietrzyk, Przyczynek do studiów zagranicznych Mikołaja Ostroroga i Jakuba Sobieskiego, „Odrodzenie i reformacja w Polsce 42 (1998), s. 142–144.
- B. M. Puchalska, Obraz dworów zachodnioeuropejskich w polskiej literaturze pamiętnikarskiej XVI i XVII wieku, Białystok 2000.
- E. Raczyński, Wiadomość krótka o życiu i pismach Jakuba Sobieskiego, [w:] Dwie podróże Jakuba Sobieskiego, ojca króla Jana III, odbyte po krajach europejskich w latach 1607–1613 i 1638, wyd. E. Raczyński, Poznań 1833.
- [rec.] – Dwie podróże Jakuba Sobieskiego, ojca króla Jana III, odbyte po krajach europejskich w latach 1607–1613 i 1638, wyd. E. Raczyński, Poznań 1833 – „Pamiętnik Naukowy” 1837, t. 3.
- Sobieski Jakub, [w:] Literatura polska. Zarys encyklopedyczny, t. 2, wyd. 3 Warszawa 1985, s. 382.
- Sobieski Jakub, [w:] Nowy Korbut, t. 3: Piśmiennictwo staropolskie, Warszawa 1965, s. 258–260.
- Z. Trawicka, Pozasejmowa działalność Jakuba Sobieskiego, „Sobótka” 35 (1980), z. 2, s. 171–179.
- Z. Trawicka, Studia Jakuba Sobieskiego, „Odrodzenie i reformacja w Polsce, 14 (1969), s. 176–181.
- W. Tygielski, Sobieski Jakub, [w:] Dictionnaire des historiens polonais (pl), Warszawa 1994, s. 482–483.